# Herz-Jesu-Kapelle (Ströden)

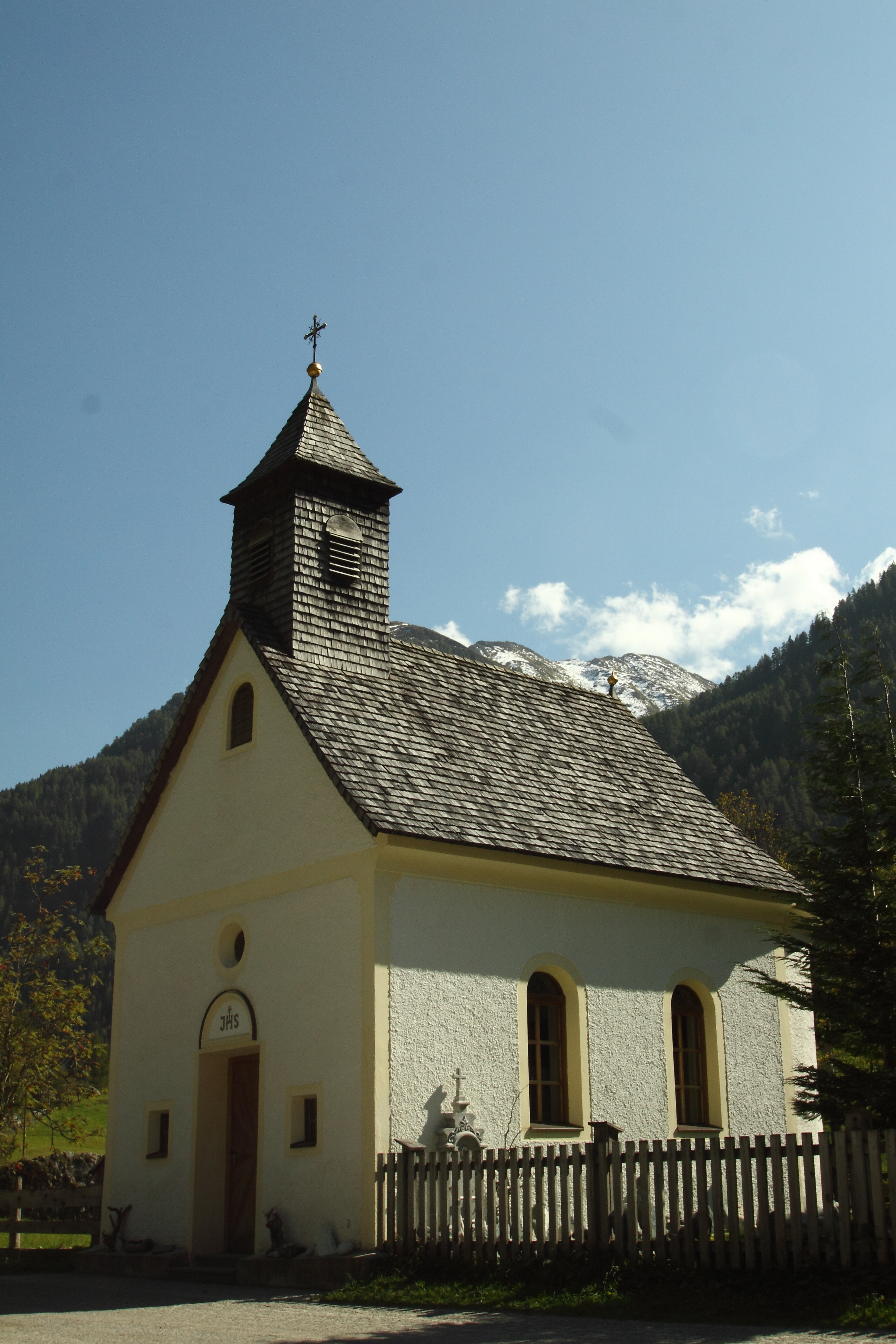
Herz-Jesu-Kapelle

Die Herz-Jesu-Kapelle ist eine Kapelle in Prägraten am Großvenediger. Sie ist eines der 11 denkmalgeschützten Objekte der Gemeinde.

## Lage
Die Herz-Jesu-Kapelle liegt im äußersten Westen der Gemeinde Prägraten am Großvenediger am Ende des Virgentals. Die Kapelle befindet sich in 1403 Metern Höhe im Weiler Ströden der Fraktion Hinterbichl. In nächster Nähe der Kapelle befindet sich der Parkplatz Ströden, der als Parkplatz für die Besucher der Umbalfälle und der umliegenden Berghütten dient.

## Bauwerk

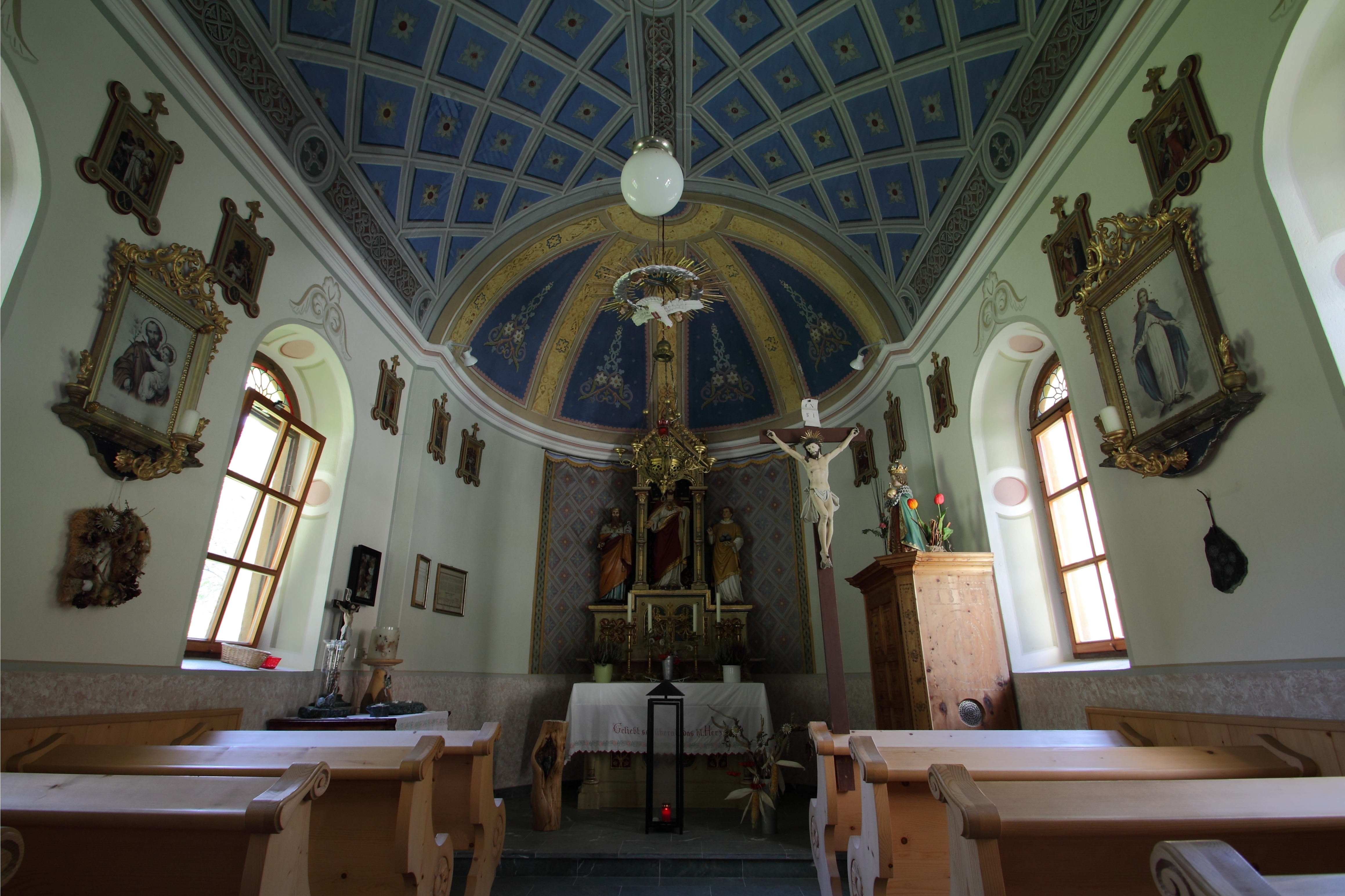
Herz-Jesu-Kapelle mit dem neugotischen Altar

Die Kapelle wurde 1893 von Lenz und Lois Raffer errichtet und 1895 geweiht. Der schlichte Kapellenbau über einem rechteckigen Grundriss mit einem leicht eingezogenen Rundchor besitzt ein steiles, schindelgedecktes Satteldach über einer Hohlkehle. Der Turm der Kapelle ist ein hölzerner Giebelreiter mit rundbogigen Schallfenstern und einem geschwungenen Zeltdach, das von Kugel und Kreuz bekrönt ist.  Die Seitenwände sind von zwei Rundbogenfenstern durchbrochen. In der Westfassade befindet sich ein rechteckiges Portal als Kircheneingang, zwei kleine Sichtfenster, ein über dem Portal liegendes Rundbogenfenster und eine Rundbogenöffnung im Giebelfeld. Im Langhaus ist ein hohes Tonnengewölbe über einem profilierten Gesims. Der Chor wurde, ist um eine Stufe erhöht. Der Fußbodenbelag besteht aus schwarzen, roten und grauen Steinplatten, die in einem Rautenmuster verlegt sind. Die Dekorationsmalerei wurde 1893 von Josef Weiskopf ausgeführt.
Das Innere der Kapelle wird von einem neugotischen Altar mit einem zimboriumartigen Schrein mit einer Herz-Jesu-Figur, flankiert von Statuen der Heiligen Leopold und Stephanus, dominiert. Auf der Mensa befindet sich ein Steinkreuz und sechs romanisierende Leuchter. Als weitere Einrichtungsgegenstände befinden sich in der Kapelle: eine Schubladenkommode mit Schrank und ein eintüriger Schrank aus dem Jahr 1895, das hölzerne Betgestühl, kolorierte Drucke aus dem Ende des 19. Jahrhunderts als Kreuzwegbildchen sowie eine Heiligen-Geist-Taube, ein Vortragekreuz, ein Stehkreuz, eine Statue des Jesukindes und verschiedene Votivbilder, im Turm zwei Glocken.